# Mina Harker
Wilhelmina "Mina" Harker er en fiktiv person fra romanen Dracula af Bram Stoker. I den originale roman smittes hun af Dracula, men reddes fra at blive vampyr i slutningen af bogen. I forskellige andre portrætteringer er hun dog vampyr.
Mina Harker er en del af Det hemmelighedsfulde selskab i filmen af samme navn, hvor hun spilles af Peta Wilson.

## Mina Harker's rolle iDet hemmelighedsfulde selskab
Da Fantomet truer verdensfreden skal de syv gentlemen redde verden. I starten tilkalder Mycroft 'M' Holmes kun fire: Alan Quatermain, Rodney Skinner, Kaptajn Nemo og Mina Harker. De skal hen og hente Dorian Gray. Hos Dorian Gray slutter Tom Sawyer sig til selskabet. De seks gentlemen skal til Paris og hente Dr. Jekyll/Mr. Hyde. Da Allan Quatermain og Tom Sawyer skal hente Dr. Jekyl/Mr. Hyde venter Rodney Skinner, Mina Harker, Kaptajn Nemo og Dorian Gray i skibet. I skibet sidder Mrs. Harker og udføre kemiske eksperimenter. Hun hjælper Kaptajn Nemo med at finde ud af, hvilket pulver der lå på gulvet i styrerummet. Da Tom Sawyer skal stoppe kædereaktionen i Venedig dækker mrs. Harker ham ved at suge blod fra fjenderne på taget. Til sidst dræber Mrs. Harker Dorian Gray ved at vise ham billedet af ham selv.